# WKS Grunwald Poznań (handball)
La section handball du WKS Grunwald Poznań est un club masculin de handball qui se situe à Poznań en Pologne. 

## Palmarès
- Vainqueur du Championnat de Pologne (1) : 1971
- Vainqueur de la Coupe de Pologne (3) : 1972, 1979, 1980

## Personnalités liées au club
- Henryk Rozmiarek, gardien de but entre 1967 et 1975.